# Francis Clare Ford
Pour les articles homonymes, voir Ford (homonymie).
Francis Clare Ford, né le 4 juin 1828 à Londres et mort à Paris le 31 janvier 1899, est un diplomate britannique. 

## Biographie
Fils de l'écrivain Richard Ford et de sa femme Harriet, il commence sa carrière dans les 4th Queen's Own Hussars mais démissionne en 1851 pour entrer dans la carrière diplomatique. Il exerce comme secrétaire de légation et chargé d'affaires à Washington en 1867-1868 puis comme secrétaire d'ambassade à Saint-Pétersbourg (1871) et à Vienne (1872) et représente le gouvernement britannique à Halifax (Nouvelle-Écosse) de 1875 à 1877 lors d'une commission internationale sur la pêche (Halifax Fisheries Commission). 
Ambassadeur auprès de la République d'Argentine (1878-1879) et en Uruguay (1879), il sert dans les mêmes fonctions à Rio de Janeiro (1879-1881) et à Athènes (1881-1884) et est ambassadeur en Espagne de 1884 à 1887, à Constantinople (1891-1893) puis à Rome (1893-1898).
Il entre au Conseil privé en 1888.
Mort à Paris, il est inhumé au cimetière de l'Ouest à Boulogne-Billancourt.

## Publication
- La République d'Argentine (1867)